# كوبي ستيل
(株式会社 神 戸 製鋼 所 ، Kabushiki gaisha Kōbe Seikō-sho ) ، هي شركة يابانية كبرى لتصنيع الفولاذ ومقرها في تشو كو ، كوبي . KOBELCO هو الاسم التجاري الموحد لمجموعة كوبي ستيل.
تمتلك كوبي ستيل أقل نسبة من عمليات الفولاذ مقارنة بأي شركة تصنيع فولاذ رئيسية في اليابان وتتميز بأنها تكتل يضم الأركان الثلاثة لقسم المواد وقسم الآلات وقسم الطاقة.
اعتبارًا من 31 مارس 2022 ، تمتلك كوبي ستيل 201 شركة تابعة و تستثمر في 50 شركة أخرى في جميع أنحاء اليابان وآسيا وأوروبا والشرق الأوسط والولايات المتحدة .
1. ↑  مُعرِّف قاعدة بيانات البحث العالمية (GRID): grid.471180.b.
2. ↑  مذكور في: ROR release v1.19. تاريخ النشر: 16 فبراير 2023. مُعرِّف الغرض الرَّقميُّ (DOI): 10.5281/ZENODO.7644942.